# Cytospora platani
Cytospora platani är en svampart som beskrevs av Leopold Fuckel 1860. 
Cytospora platani ingår i släktet Cytospora och familjen Valsaceae.   Inga underarter finns listade i Catalogue of Life.